# Sevastian Fenoghen
Sevastian Fenoghen (n. 25 decembrie 1942, satul Sarichioi, județul Tulcea – d. 9 ianuarie 2012, Sulina
), a fost un om politic român, ales ca deputat al județului Tulcea, reprezentând în Parlament în legislatura 1996-2000 etnia rușilor-lipoveni.

## Biografie
Sevastian Fenoghen s-a născut la data de 25 decembrie 1942, în satul Sarichioi din județul Tulcea), în familia unui pescar de etnie ruso-lipoveană. A absolvit școala generală în satul natal, apoi Liceul din orașul Tulcea. Dragostea pentru limba maternă și istoria rușilor staroveri i-a insuflat-o povestitorul și pedagogul Vasili Ivanovici Vakarciuk.
În anul 1963 a absolvit Școala de Ofițeri din cadrul Ministerului de Interne, fiind ofițer activ la Constanța în perioada 1963-1966.
În perioada 1969-1972 a urmat cursurile Facultății de Istorie-Geografie a Institutului Pedagogic de 3 ani de la Bacău, completând aceste studii la Facultatea de Istorie din București (1972-1975). A lucrat ca profesor de istorie în satul Sarichioi (jud. Tulcea) (1972-1997). În anul 1985 obține gradul didactic I. Cu ajutorul elevilor și a locuitorilor din Sarichioi, Sevastian Fenoghen a organizat în 1977 un muzeu școlar de istorie în satul natal.
În legislatura 1996-2000, a fost reprezentantul în Parlamentul României al etniei rușilor-lipoveni, fiind ales ca deputat în județul Tulcea. A făcut parte din Grupul parlamentar de prietenie cu Federația Rusă și din Comisia parlamentară pentru administrație publică, amenajarea teritoriului și echilibru ecologic din cadrul Camerei Deputaților. În perioada cât a fost deputat, a fost membru al Biroului Executiv al Comunității.
În anul 1998, împreună cu președinta de atunci a Comunității Rușilor Lipoveni din România (CRLR), Ecaterina Evdochim, a făcut demersuri la Departamentul pentru Relații Interetnice din cadrul Guvernului pentru aprobarea editării la Iași a revistei de cultură Kitej-grad a CRLR. A făcut parte (1999) din Comisia de redactare a Programelor școlare pentru predarea limbii ruse materne pentru clasele I-VIII și a istoriei rușilor staroveri.
A fost membru fondator și președinte al Fundației Nekrasovțî din Sarichioi (înființată în 1997) și membru fondator al Asociației caritabile Lotca din Tulcea.
A fost autorul mai multor lucrări de prezentare a localității Sarichioi (jud. Tulcea). În anul 1998, a publicat lucrarea Sarichioi. Pagini de istorie (Editura Kriterion, București). În anul 2004, împreună cu fiica sa, prozatoarea Alexandra Fenoghen, a publicat broșura monografică, în limbile română, engleză și rusă, Sarichioi - o enigmă a secolului XIX, apărută la Editura Kriterion. Ca urmare a participării la Al II-lea Simpozion Internațional al CRLR i-au fost publicate mai multe articole în Cultura rușilor credincioși de rit vechi în context național și internațional, Editura Kriterion, București, 1998.
A fost colaborator al periodicului Zorile și al revistei Kitej-grad, publicând diverse materiale privind istoria rușilor lipoveni.

## Lucrări
- Sarichioi - Pagini de istorie, Editura Kriterion, București, 1998, ediție bilingvă româno-rusă.
- Broșura Sarichioi - o enigmă a secolului XIX, împreună cu Alexandra Fenoghen, Editura Kriterion, București, 2004, ediție română, rusă, engleză.
- Câteva păreri privind “dispariția” cazacilor nekrasoviți din nordul Dobrogei, în Cultura rușilor credincioși de rit vechi în context național și internațional, vol. II, Editura Kriterion, București, 1998, pp. 137–145,
- Aspecte controversate ale etapei dobrogene a istoriei cazacilor nekrasoviți, în Cultura rușilor credincioși de rit vechi în context național și internațional, vol. III, Editura Kriterion, București, 1998,
- Câteva aspecte privind etapa dobrogeană a istoriei nekrasoviților, în Cultura rușilor credincioși de rit vechi în context național și internațional, vol. IV, Editura Kriterion, București, 1998,